# Arsinée Khanjian
Arsinée Khanjian (en arménien : Արսինե Խանջյան), née le 6 septembre 1958 à Beyrouth (Liban), est une actrice et productrice canadienne d'origine arménienne. Elle est mariée au réalisateur Atom Egoyan.

## Biographie
La famille de Khanjian émigre du Liban au Canada, à Montréal (Québec) lorsqu'Arsinée a 17 ans. Elle étudie le théâtre au Conservatoire Lassalle et obtient un baccalauréat en espagnol et en français de l'Université Concordia. Alors qu'elle répète une pièce de théâtre à Montréal, elle rencontre le cinéaste Atom Egoyan, qui fait un casting pour Proches Parents (Next of Kin, 1984). Après avoir décroché le premier rôle dans le film d'Egoyan, Khanjian s'installe à Toronto et obtient une maîtrise en sciences politiques de l'Université de Toronto. Elle devient l'épouse, la muse et l'actrice fétiche d'Egoyan et joue dans pratiquement tous ses films, notamment Exotica (1994), De beaux lendemains (1997), Ararat (2002), La Vérité nue (2005), et Adoration (2008).
Khanjian fait également du théâtre et joue dans la version française de Dancing at Lughnasa de Brian Friel, ainsi que dans plusieurs films français dont Irma Vep (1996) et Fin août, début septembre (1998) d'Olivier Assayas, Code inconnu (2000) de Michael Haneke avec Juliette Binoche, À ma sœur ! (2001) de Catherine Breillat, Le Mas des alouettes (2007) des frères Taviani et Poupoupidou (2011) de Gérald Hustache-Mathieu.

## Filmographie

### Comme actrice
- 1984 : Proches Parents (Next of Kin) : Azah Deryan
- 1987 : Family Viewing : Aline
- 1988 : Looking for Nothing (TV)
- 1988 : La Boîte à soleil
- 1989 : Speaking Parts : Lisa
- 1991 : Montréal vu par… : Canada Customs agent (segment "En passant")
- 1991 : The Adjuster : Hera
- 1992 : Chickpeas
- 1993 : Calendar : Wife / Translator
- 1994 : Exotica : Zoe
- 1995 : A Portrait of Arshile
- 1995 : 2 rue de la mémoire : Main
- 1996 : Dinner Along the Amazon (TV) : Olivia Penney
- 1996 : Irma Vep : L'américaine
- 1997 : Strands : Lab Worker
- 1997 : De beaux lendemains (The Sweet Hereafter) : Wanda
- 1997 : Bach Cello Suite#4: Sarabande : Sarah
- 1997 : Ms. Scrooge (TV) : Cratchit
- 1998 : Sentimental Education : Arthur
- 1998 : More Tears (série TV) : Andrea (The Wife)
- 1998 : Last Night : Streetcar Mother
- 1998 : Fin août, début septembre : Lucie
- 1999 : Foolish Heart (série TV) : Lena (unknown episodes)
- 1999 : Le Voyage de Félicia (Felicia's Journey) : Gala
- 2000 : Foreign Objects (série TV) : Maria (unknown episodes)
- 2000 : Code inconnu (Code inconnu: Récit incomplet de divers voyages) : Francine
- 2001 : À ma sœur ! : Mother
- 2002 : Ararat : Ani
- 2005 : Sabah : Sabah
- 2005 : La Vérité nue (Where the Truth Lies) : Publishing Executive
- 2007 : Le Mas des alouettes : Armineh
- 2008 : Adoration (Adoration) : Sabine, la professeure de français
- 2011 : Poupoupidou de Gérald Hustache-Mathieu : Juliette Geminy
- 2014 : Eden de Mia Hansen-Løve : la mère de Paul
- 2014 : The Cut de Fatih Akın
- 2015 : Rendez-vous à Atlit de Shirel Amitay
- 2016 : Celui qu'on attendait de Serge Avédikian

### Comme productrice
- 1993 : Calendar